# Церковь Николая Чудотворца (Сущёво)
Церковь Николая Чудотворца (Никольская церковь также Храм Никола Перевоз) — церковь Русской православной церкви в деревне Сущёво Талдомского района (с 2018 года — Талдомский городской округ) Московской области.
Храм расположен урочище Николо-Перевоз на Никольском погосте, в двух километрах южнее Сущёво.

## История
На погосте Николо-Перевоз церковь существовала ещё в XVI веке. В 1765 году на месте сгоревшего был сооружён новый деревянный храм — Никольский, а в 1798 году рядом с ним построена также деревянная зимняя церковь, освященная во имя Успения Пресвятой Богородицы. В 1834 году вместо этих двух деревянных церквей была начата постройка новой каменной однокупольной церкви в стиле позднего ампира. Строительство храма окончилось в 1844 году, его колокольня — в 1850-х годах, в трапезной был размёщён Успенский придел. Церковь была освящена только в 1859 году. Приход Никольской церкви состоял из деревень: Сущева, Федотова, Семеновской, Шатеева, Васькова, Резвячихи, Соскова, Батулина, Окшева, Бурцева, Гуслева и Волкова. Рядом была построена церковно-приходская школа.

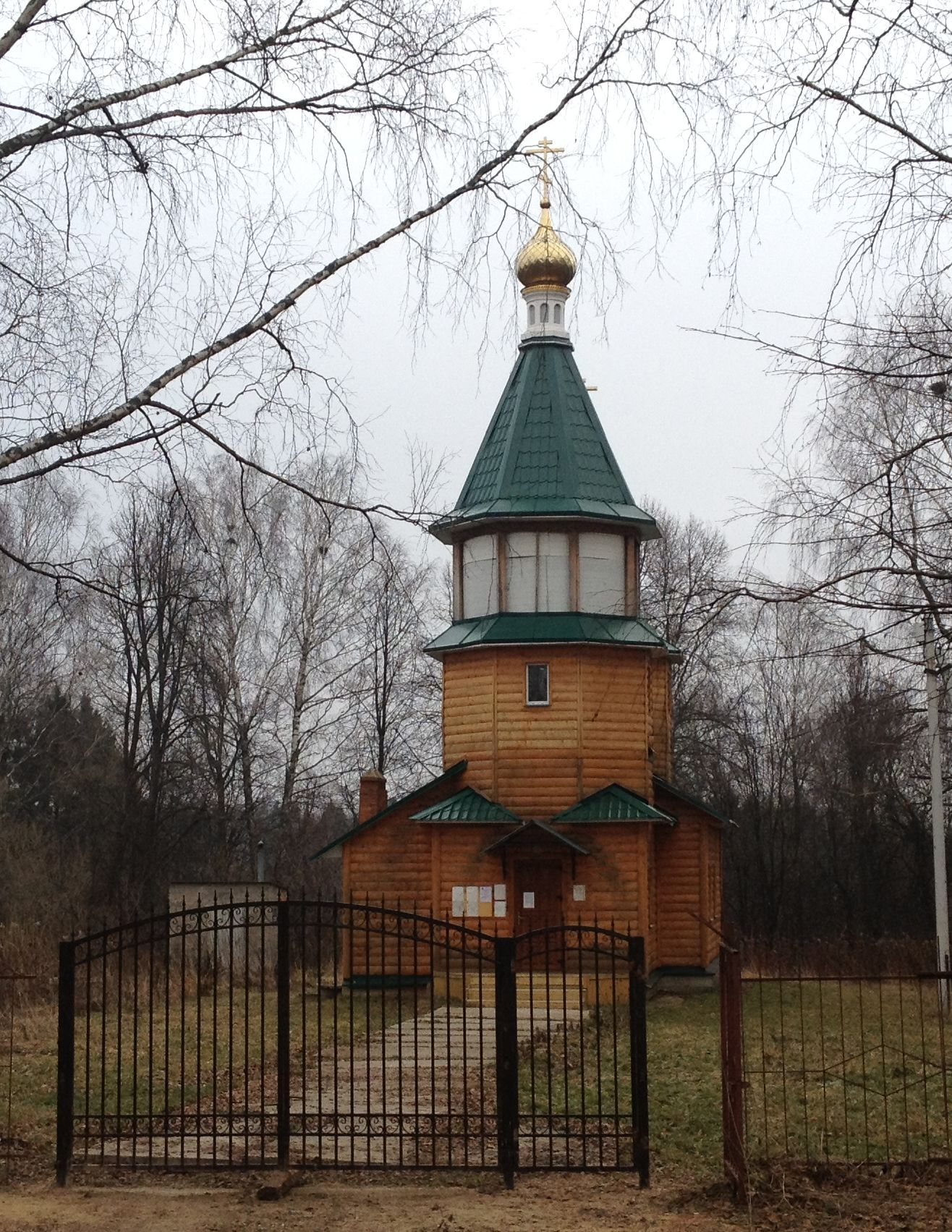
Храм в Павловичах

Храм пережил Октябрьскую революцию и годы первого советского гонения на церковь. Был закрыт в период очередного гонения — в 1965 году и заброшен. В таком состоянии храм был возвращена верующим в 1991 году, после распада СССР. Реставрационные работы в нём проводятся с большими паузами (частично восстановлен купол, покрытый листами железа), регулярные богослужения не возобновлены. К приходу церкви Николая Чудотворца в Сущёво приписан храм Благовещения Пресвятой Богородицы в селе Павловичи Талдомского района, в котором в настоящее время ведутся еженедельные службы. Настоятелем обеих церквей является протоиерей Павел Александрович Семёнов.
Благотворительным фондом Московской епархии по восстановлению порушенных святынь решается вопрос о ремонте здания храма.